# Баруері
Баруері (порт. Barueri) — місто і муніципалітет у бразильському штаті Сан-Паулу, частина Великого Сан-Паулу.
| Бразилія | Це незавершена стаття з географії Бразилії. Ви можете допомогти проєкту, виправивши або дописавши її. |